# Aryamehr Cup 1976
L'Aryamehr Cup 1976 è stato un torneo di tennis giocato sulla terra rossa. È stata la 6ª edizione dell'Aryamehr Cup, che fa parte del Commercial Union Assurance Grand Prix 1976. Si è giocato a Teheran in Iran, dal 4 al 10 ottobre 1976.

## Campioni

### Singolare
Manuel Orantes ha battuto in finale  Raúl Ramírez con il punteggio di 7–6 6–0 2–6 6–4

### Doppio
Wojciech Fibak /  Raúl Ramírez hanno battuto in finale  Juan Gisbert /  Manuel Orantes con il punteggio di 7–5, 6–1